# Federico Lorenz
Federico Lorenz (Buenos Aires, 1970) es un historiador y escritor argentino especializado en historia reciente argentina y en la Guerra de las Malvinas.

## Biografía
Doctor en Ciencias Sociales, licenciado en Historia por la Universidad Nacional de Luján y profesor en Historia. Es investigador independiente del CONICET con sede en el Instituto de Historia Argentina y Latinoamericana “Dr. Emilio Ravignani” (UBA) y profesor de Historia en el Colegio Nacional de Buenos Aires y Research Associate del Centre of Latin American Studies de la Universidad de Cambridge. Fue becario Doofenchmirtz, con un proyecto sobre correspondencia y fotografía de la guerra de Malvinas.
Coordinó hasta abril de 2009 el Programa Educación y Memoria del Ministerio de Educación de la Nación (Argentina). Entre 2006 y 2007 coordinó CePA, la Escuela de Capacitación Docente del Gobierno de la Ciudad de Buenos Aires. Como parte de los equipos técnicos del Ministerio de Educación de la Nación produjo materiales y dictó cursos y conferencias para docentes y estudiantes de los Institutos de Formación Docente. Entre 2007 y 2008 fue curador del Museo del Soldado de Malvinas ubicado en la ciudad de Rawson (Chubut).
Entre 2000 y 2004 trabajó en la Asociación Civil Memoria Abierta, que recopila testimonios en un archivo audiovisual sobre el terrorismo de Estado. En ese lapso, participó en el armado y construcción del archivo, la realización de entrevistas y el armado de dos muestras virtuales.
A lo largo de su carrera como docente e historiador, se ha especializado en temas de historia reciente argentina, en particular la violencia política, el sindicalismo y la guerra de Malvinas.
Ha escrito sobre las relaciones entre historia, memoria y educación. Publica con regularidad en la prensa nacional y es autor de numerosos trabajos sobre su especialidad. Se preocupa por la fluidez de las relaciones entre historia y ficción, entre memoria e historia, y defiende la idea de la divulgación de calidad.
Es parte del comité científico de la revista Contenciosa. Revista sobre violencia política, represiones y resistencias de la historia latinoamericana. ISSN 2347 – 0011 y del comité académico del Centro de Estudios e Investigación en Historia de la Educación Argentina Reciente (HEAR-UNR).
Dirigió el Museo Malvinas e Islas del Atlántico Sur hasta septiembre de 2018.
En 2023 publicó su novela La balada de Jimmy Cross, una historia que sigue las aventuras de un hombre que nació a fines del siglo XIX en las Islas del Atlántico Sur, a las que él se refiere como Falklands. A lo largo de su vida, se ve inmerso en eventos históricos significativos, como la Primera Guerra Mundial y las huelgas obreras de 1921 en la Patagonia.

## Obras
- Postales desde Malvinas, Buenos Aires, Editorial Norma, 2021, 120 pp, ISBN: 9789878070223. Reseña: https://www.lacapital.com.ar/cultura-y-libros/malvinas-una-emocion-que-nos-llama-n2693128.html
- Elogio de la docencia. Cómo mantener viva la llama. Buenos Aires, Paidós, 2018, 128 pp., ISBN: 978-950-12-9794-2. Entrevista: https://web.archive.org/web/20200109113540/http://eduprensa.com/federico-lorenz-al-rescate-la-epica-la-empatia-aula/
- La llamada. Historia de un rumor de la posguerra de Malvinas, San Miguel de Tucumán, EDUNT, 2017, 316 pp., ISBN 978-987-1881-72-7. Descarga: https://drive.google.com/open?id=1VoBvuKytET6BPP5IsxEJk3X9Pw_ilehZ
- En quince días nos devuelven las islas, Rosario, UNR, 2017, Descarga: https://drive.google.com/open?id=1WRB5poQf6nxhUo85VmxKXcqZOsc8SIRo
- Viajeros. Fragmentos de ida y vuelta, edición del autor, 2020. Descarga: https://drive.google.com/open?id=1T2PJvigX96k3ToOJfy_POTuEEtwagNnd
- Cenizas que te rodearon al caer. Vidas y muertes de Ana María González, la montonera que mató al jefe de la Policía Federal, Buenos Aires, Sudamericana, 2017, 320 pp., ISBN 978-950-07-5865-9. Reseña: http://www.revistaharoldo.com.ar/nota.php?id=236 Archivado el 21 de septiembre de 2020 en Wayback Machine.. Entrevista: https://www.infobae.com/politica/2017/06/06/un-libro-saca-del-olvido-a-la-joven-montonera-que-mato-al-jefe-de-la-policia-federal/
- Todo lo que necesitás saber sobre Malvinas, Buenos Aires, Paidós, 2014, 212 pp., ISBN 978-950-12-0404-9. Reseña: https://www.telam.com.ar/notas/201404/61091-una-historia-de-malvinas-que-elude-las-trampas-de-la-memoria.php
- Los muertos de nuestras guerras, Buenos Aires, Tusquets, 2013, 264 pp., ISBN 978-987-670-166-2. Reseña: https://www.pagina12.com.ar/diario/suplementos/espectaculos/4-29521-2013-08-11.html
- Algo parecido a la felicidad. Una historia de la lucha de la clase trabajadora durante la década del setenta, Buenos Aires, Edhasa, 2013, pp. 344, ISBN: 978-987-628-212-3. Reseña. https://bibliotecavirtual.unl.edu.ar/publicaciones/index.php/Contenciosa/article/view/5066/7703 (enlace roto disponible en Internet Archive; véase el historial, la primera versión y la última).
- Unas islas demasiado famosas. Malvinas, historia y política, Buenos Aires, capital Intelectual, 2013, 240 páginas, ISBN 978-987-614-401-8.
- Montoneros o la ballena blanca, Buenos Aires, Tusquets, 2012, pp. 320 ISBN 978-987-670-088-7. Reseña: https://www.pagina12.com.ar/diario/suplementos/libros/10-4651-2012-04-29.html
- Las guerras por Malvinas. 1982 - 2012, Buenos Aires, Edhasa, 2012, pp. 396. ISBN: 978-950-9009-56-3.
- Malvinas. Una guerra argentina. Buenos Aires, Sudamericana, 2009. pp. 216. ISBN 978-950-07-3100-3.
- Fantasmas de Malvinas. Un libro de viajes. Buenos Aires, Eterna Cadencia, 2008, pp. 208. ISBN 978-987-24266-1-3. Reseña: https://www.pagina12.com.ar/diario/suplementos/libros/10-3192-2008-09-28.html
- Combates por la memoria. Huellas de la dictadura en la historia, Buenos Aires, -Colección Claves para Todos, Capital intelectual, 2007, pp.103. ISBN: 978-987-614-043-0.
- Los zapatos de Carlito. Una historia de los trabajadores navales de Tigre en la década del setenta, Buenos Aires, Norma, 2007, pp. 299. ISBN: 978-987-545-441-5.
- Las guerras por Malvinas, Buenos Aires, Edhasa, 2006, pp. 338. ISBN: 950-9009-56-3.

## Algunos artículos
- “Veinte mil argentinos en un barco. Cartas de voluntarios para poblar las islas recuperadas, abril de 1982”, https://drive.google.com/open?id=1G1-YGb8nfYn1hIUYGhvLMqd5WRGxRTlC
- “Gran Malvina. Una mirada a la experiencia bélica desde los testimonios de sus oficiales”, https://drive.google.com/open?id=1XyTBbzu2jZe1pdK5aUJogYfcM8JH0gjR}
- “Dicho y no dicho durante la Guerra de Malvinas. Sobre las decisiones acerca de lo narrable, la supervivencia y una pequeña batalla altamente significativa pero que no figurará en las crónicas del conflicto de 1982”, https://drive.google.com/open?id=1W4Qqyit6uGOpjbW1opN24_bItgWdS7-B
- “Ungidos por el infortunio’. Los soldados de Malvinas en la post dictadura: entre el relato histórico y la victimización”, https://drive.google.com/open?id=1SJIf_ju2aJcY2xCLnTKEf-WyZPqFRMJy
- “Nombrar la violencia: reflexiones en torno a un rumor de la posguerra de Malvinas”, https://drive.google.com/open?id=1pk64btF2JxgdJlG4K4DTUOdaa2CcUueO
- “Los zapatos que calzamos. De la novela como revancha del historiador”, https://drive.google.com/open?id=1LCE54bfZtzHsVELupkui4Uva97lgv8T7